# Dammtor (Barth)

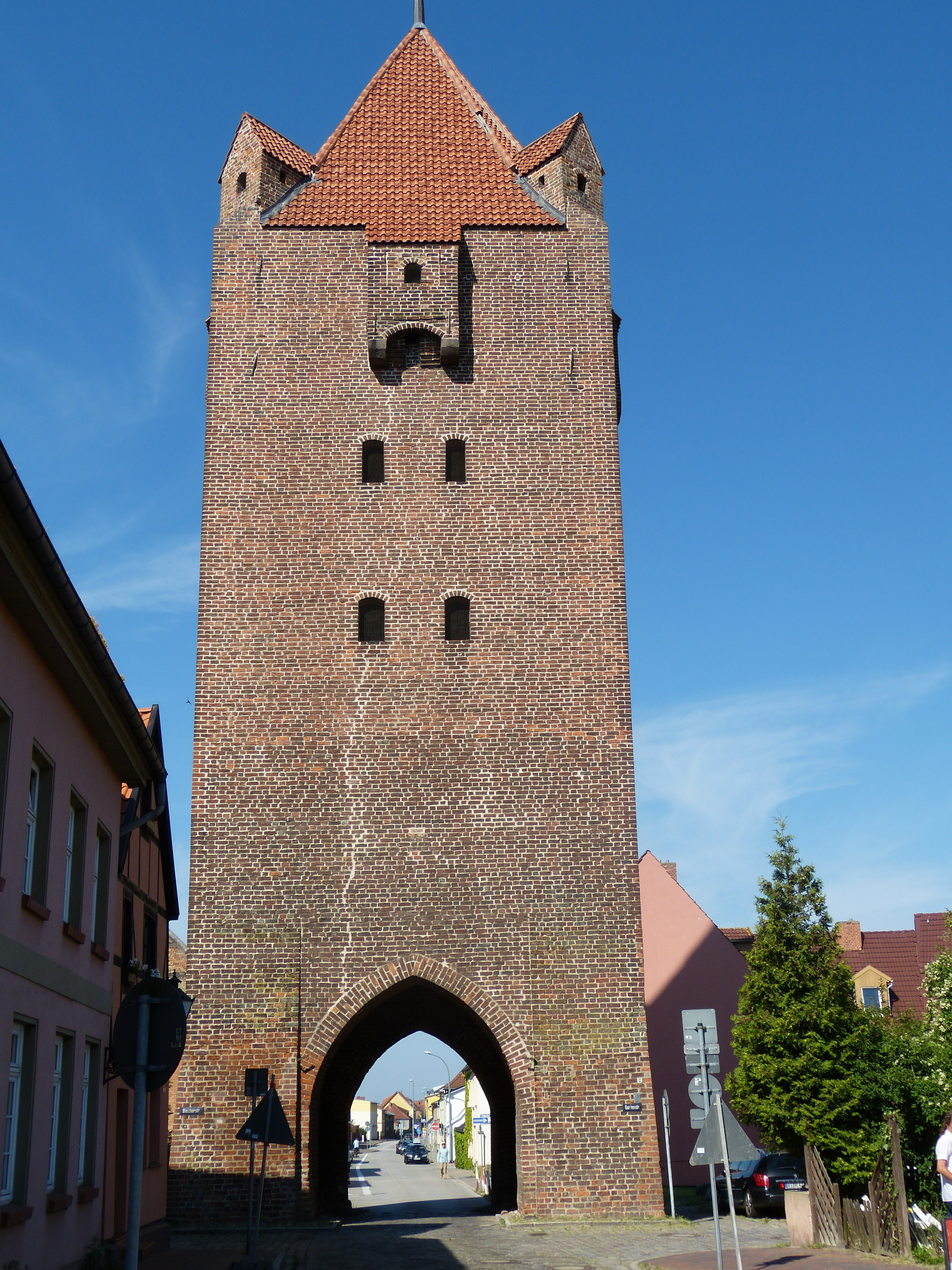
Dammtor in Barth (Ostansicht)

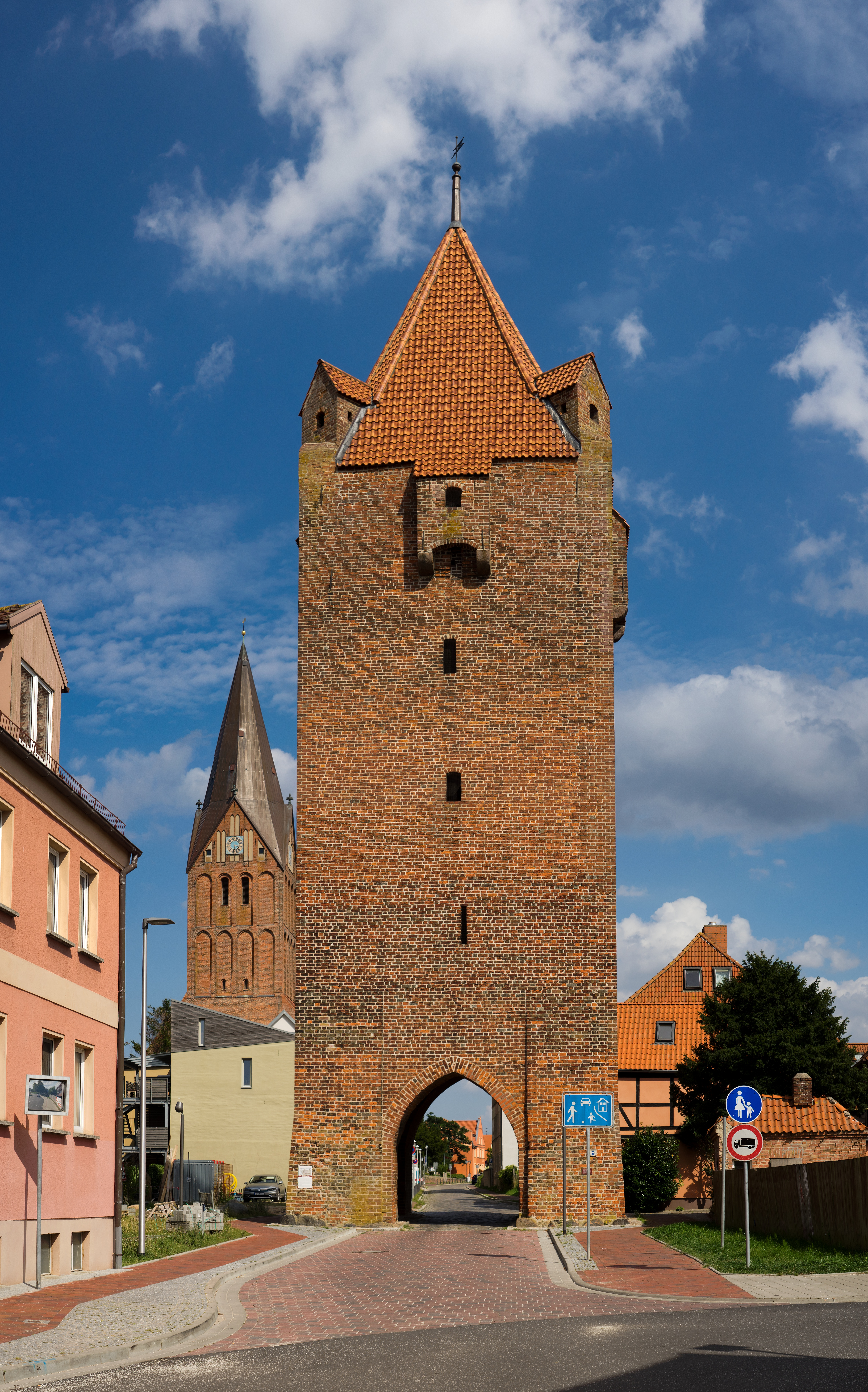
Dammtor (Westansicht), im Hintergrund links der Turm der St.-Marien-Kirche

Das Dammtor war Bestandteil der mittelalterlichen Wehranlage der Stadt Barth in Mecklenburg-Vorpommern und sicherte den Zugang zur Stadt nach Westen ab. Der jetzige Bau wurde vermutlich um 1425 errichtet und später mehrfach verändert. Der fünfgeschossige Backsteinbau mit einer spitzbogigen Durchfahrt ist 35 Meter hoch und hat eine vier Meter breite Durchfahrt, die ehemals ein Außen- und ein Innentor hatte. Ein Stadttor an dieser Stelle wurde schon im Jahr 1357 urkundlich erwähnt. Im Jahr 2007 wurde das Tor umfassend saniert. Das Tor ist das letzte von ursprünglich vier Stadttoren (Abriss der anderen in der zweiten Hälfte des 19. Jahrhunderts).
Das Mauerwerk der Stadtseite ist bedeutend weniger stark ausgebildet als auf der wehrhaften stadtabgewandten Außenseite. Hier ist das Mauerwerk über zwei Meter dick.
Der (ehemals über die Stadtmauer, später über den Dachboden eines angebauten Hauses erreichbare) Zugang zum Turm befindet sich in etwa sieben Meter Höhe.
Der Fußboden der Etage über der Durchfahrt ist tonnenartig gewölbt. In der Mitte des Gewölbes gibt es eine abgedeckte Transportöffnung zur Fahrbahn. Im Geschoss befindet sich bis in etwa zwei Meter Höhe das Mauerwerk, welches vermutlich vom älteren Vorgängerbau aus dem 14. Jahrhundert stammt.
Begehbar war das Tor nur über Leitern, die von Etage zu Etage hochgezogen werden mussten.
Die vier Trauferker der vierten Geschossebene hatten ursprünglich zwei Fenster und waren als Pechnasen vorgesehen.
Im Dachbodenbereich befindet sich eine unter Naturschutz stehenden Dohlenkolonie. Die Vögel sind in nummerierten Nistkästen untergebracht. Der nach Westen geneigte Dachstuhl ist baumartig ausgeprägt mit Kaiserstielabschluss. Die vier Erker im Dachgeschoss sind diagonal angeordnet.
Das Gebäude steht unter Denkmalschutz und ist unter Nr. 105 in der Denkmalschutzliste des Landkreises Nordvorpommern registriert.